# Sfakerá
Sfakerá (Sfakera) är en ort i Grekland.   Den ligger i prefekturen Nomós Kerkýras och regionen Joniska öarna, i den västra delen av landet, 400 km nordväst om huvudstaden Aten. Sfakerá ligger 53 meter över havet och antalet invånare är 227. Den ligger på ön Korfu.
Terrängen runt Sfakerá är kuperad åt sydost, men åt nordväst är den platt. Havet är nära Sfakerá norrut.Runt Sfakerá är det ganska tätbefolkat, med 90 invånare per kvadratkilometer. Närmaste större samhälle är Agios Georgis, 9,7 km sydväst om Sfakerá. I omgivningarna runt Sfakerá växer i huvudsak blandskog.